# Histoire de la Bibliothèque nationale et universitaire de Strasbourg

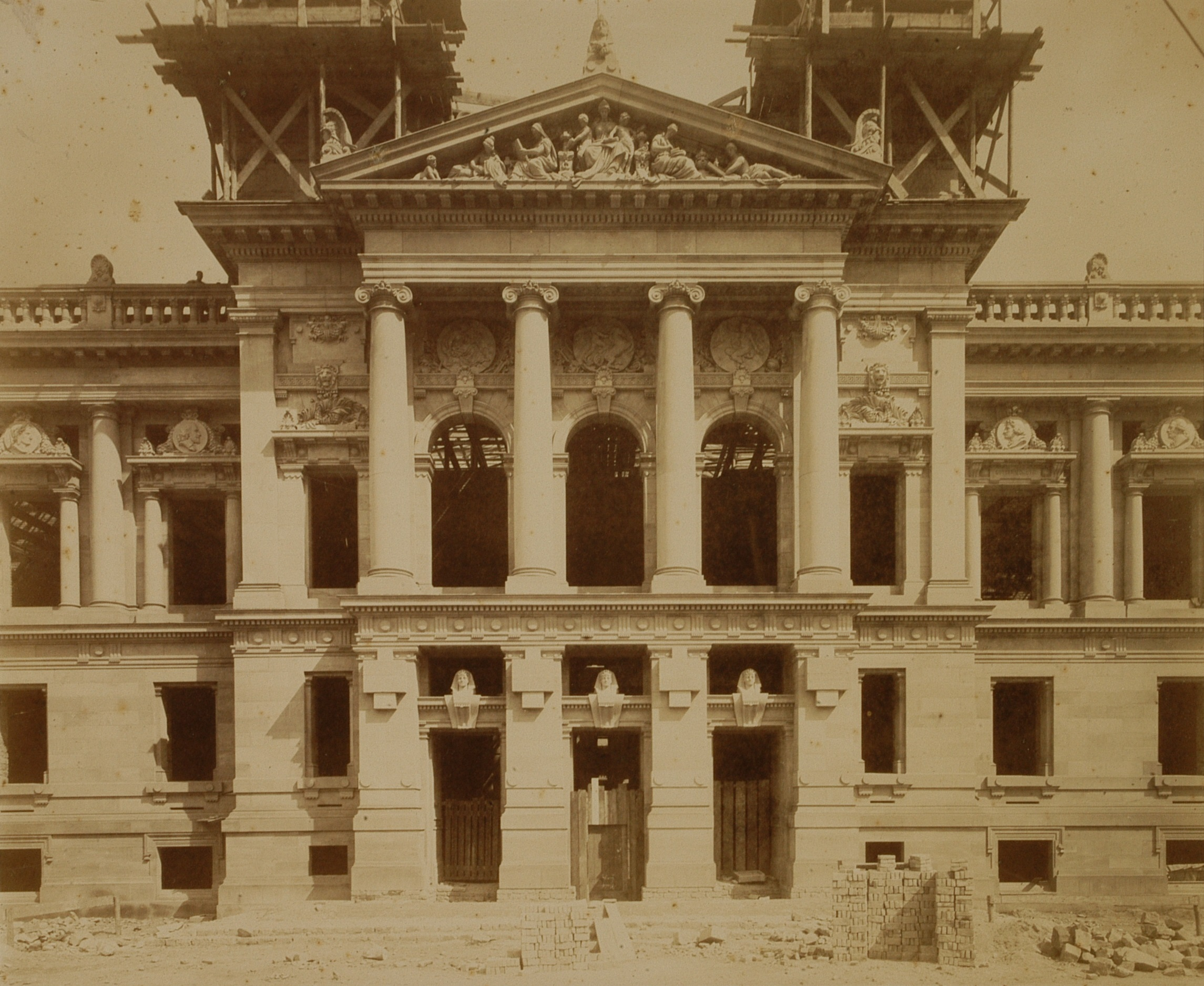
Construction du bâtiment principal de la bibliothèque en juin 1872.

Pour un article plus général, voir Bibliothèque nationale et universitaire (Strasbourg).
L'histoire de la Bibliothèque nationale et universitaire de Strasbourg débute avec la fondation de la Kaiserliche Universitäts- und Landesbibliothek zu Strassburg (à savoir, « Bibliothèque régionale et universitaire impériale ») en 1871 à la suite de l'annexion de l’Alsace-Lorraine par l’Empire allemand. Développée par l’administration allemande, la bibliothèque connaît une nouvelle organisation lorsque la région passe sous l’autorité de la France en 1918 à l'issue de la Première Guerre mondiale : l’établissement est rebaptisé « Bibliothèque nationale et universitaire » (BNU) par décret le 23 juillet 1926.
Comptant 1,5 million de volumes en 1935, l’institution est la troisième bibliothèque française en nombre de documents conservés, derrière la Bibliothèque nationale à Paris et celle d’Alger. Au début de la Seconde Guerre mondiale, les collections sont évacuées à Clermont-Ferrand face à la menace d'invasion de la France par l'Allemagne. Durant la seconde annexion de l'Alsace par le Reich, le régime nazi fonde à Strasbourg une nouvelle institution au service de la propagande et de la « nazification » du savoir scientifique.
La bibliothèque repliée dans le Puy-de-Dôme retrouve en 1945 son bâtiment strasbourgeois qui a subi des bombardements durant le conflit. La période de l'après-guerre est marquée par des travaux de reconstruction et de restructuration. Le nombre de documents conservés continue alors de s'accroître. De nouveaux travaux de modernisation sont entrepris entre 2010 et 2014. L'établissement opte pour ses statuts actuels en 2020.

## Durant la Seconde Guerre mondiale

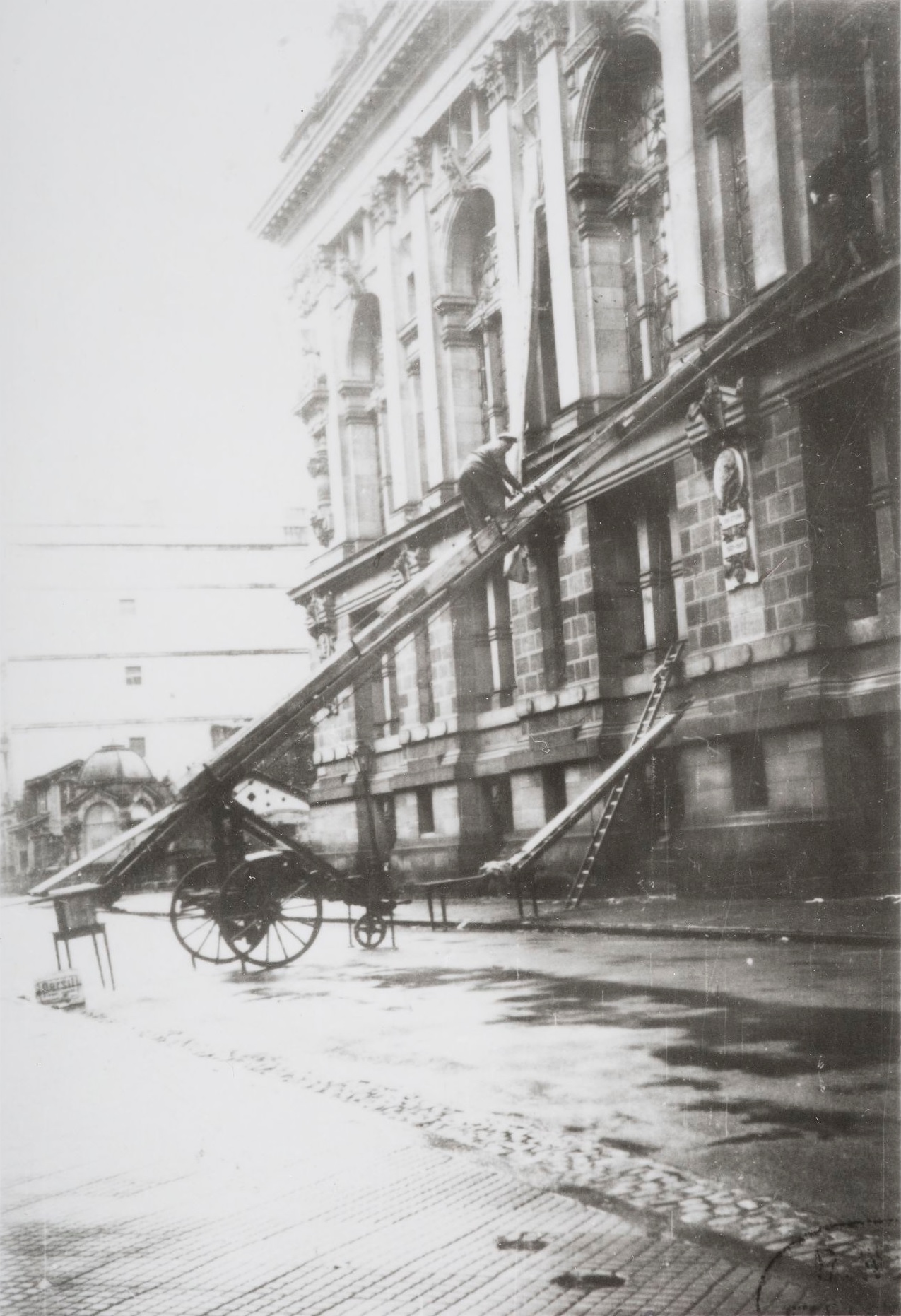
Le déménagement des collections de la BNU de Strasbourg, rue du Maréchal-Joffre, en vue de leur évacuation vers l’Auvergne en 1939.

La montée des tensions en Europe à la veille de la Seconde Guerre mondiale amène la BNU à mettre en œuvre les premières dispositions en vue du repli du personnel et des collections dès le 16 septembre 1938 au moment de la crise des Sudètes qui s’achève quelques jours plus tard lors des accords de Munich : le plan d’évacuation de la bibliothèque a été imaginé en 1933 et adapté en 1936. Le conflit n’éclatant pas, l’opération d’emballage et de transfert des documents les plus précieux est alors interrompue.
Un an plus tard, le 25 août 1939, un repli est à nouveau amorcé à quelques jours du déclenchement de la guerre en Europe : débute alors l'évacuation des habitants et des différentes administrations de Strasbourg et des autres communes frontalières. Alors qu’Ernest Wickersheimer est mobilisé dans l’armée française, les bibliothécaires Marie Kuhlmann et Serge Fischer font mettre en caisse les collections et les archives administratives de la BNU pour les transférer vers le Puy-de-Dôme, au siège de l'université de Clermont-Ferrand ainsi qu’aux châteaux de Cordès (commune d'Orcival), des Quayres (Laps) et de Theix (Saint-Genès-Champanelle), à Châteaugay et Pont-du-Château. Le repli de la bibliothèque est réalisé entre le 30 août 1939 et le 13 mars 1940 : 67 wagons de marchandises de 20 tonnes sont alors répartis à travers 13 expéditions . Le transfert des collections s'est fait avec l'appui du rectorat de l’académie de Clermont-Ferrand, de la préfecture du Puy-de-Dôme, et de Jean Le Chapelain, bibliothécaire en chef de l'université de Clermont-Ferrand. Cette dernière accueille également dans ses locaux l’université de Strasbourg repliée.

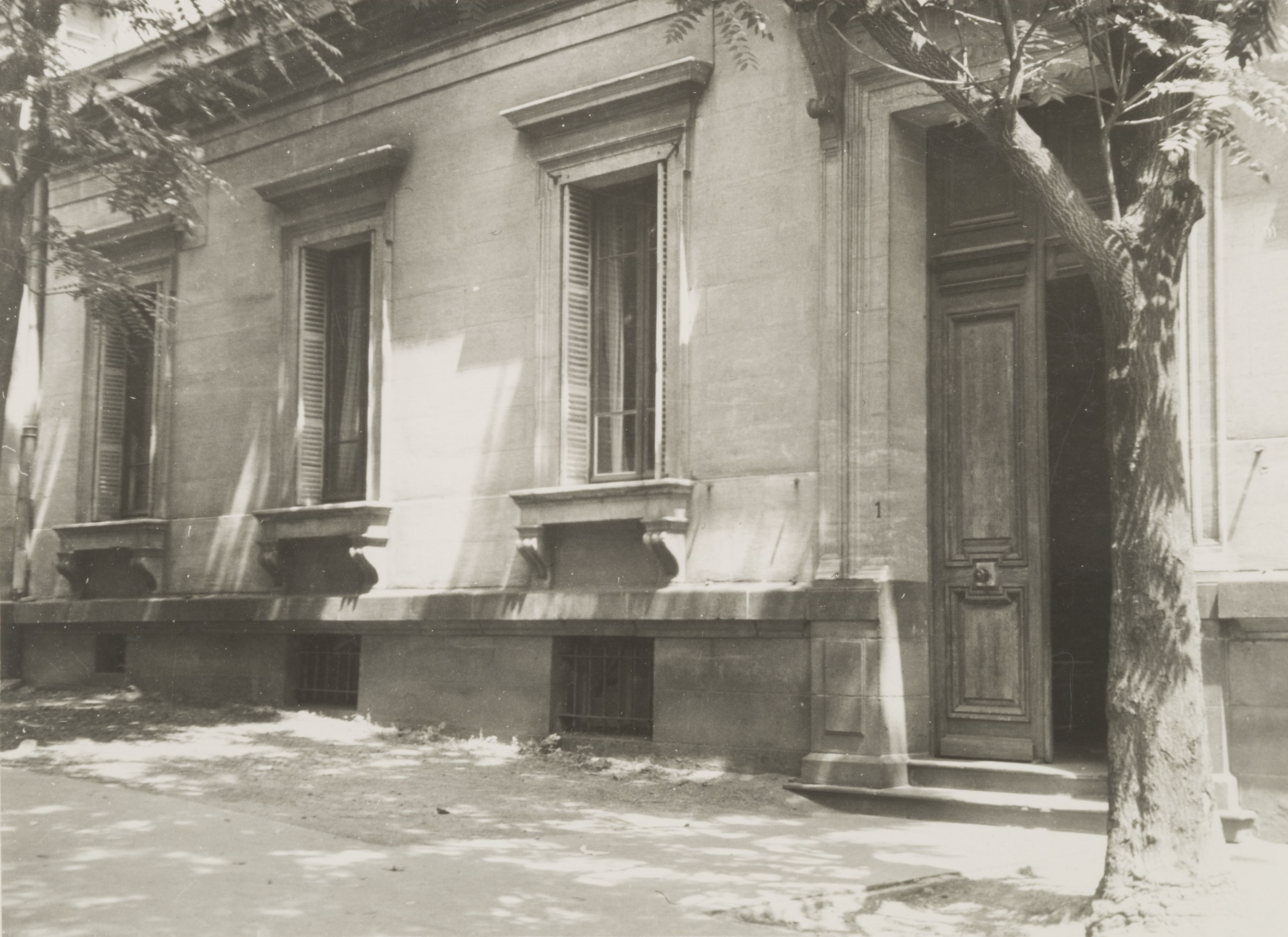
Le rectorat de l’académie de Clermont-Ferrand accueille les services universitaires de Strasbourg.

Après plusieurs de mois de « drôle de guerre », débute l’invasion de la France : les troupes allemandes entrent dans Strasbourg le 19 juin 1940 et l’armistice est signé trois jours plus tard. À l’instar de la Moselle, le Bas-Rhin et le Haut-Rhin sont annexés par l’Allemagne en dépit des conventions d’armistice : les deux départements sont rattachés au Gau de Bade dont le gauleiter, Robert Wagner, devient chef de l’administration civile en Alsace (en allemand : Chef der Zivilverwaltung Gebiet Elsass) le 7 août. Celui-ci a nommé le 10 juillet un délégué aux bibliothèques scientifiques d’Alsace (en allemand : Beauftragter für das gesamte wissenschaftliche Bibliothekswesen im Elsass). Albert Schmitt-Claden, directeur de la bibliothèque municipale de Colmar, est désigné pour assurer cette mission. À Strasbourg, les autorités allemandes établissent une nouvelle institution dans le bâtiment évacué par les services de la Bibliothèque nationale et universitaire en rejoignant Clermont-Ferrand.

## Annexion et propagande nazie

### Retour forcé des collections
Le régime nazi établit en Alsace une nouvelle bibliothèque universitaire baptisée en allemand Universitäts- und Landesbibliothek Strassburg (à savoir, « Bibliothèque régionale et universitaire de Strasbourg », abrégée ULB, ULBS ou U u. LB.) en référence au nom que l’établissement a porté jusqu’en 1918. En tant que délégué aux bibliothèques scientifiques, Albert Schmitt-Claden s'en voit confier la direction provisoire. L’achat de livres en langue allemande est au cœur de la politique de « germanisation » des collections de cette bibliothèque publique ainsi que la « nazification » du savoir scientifique pour appuyer la nouvelle université, la Reichsuniversität Strassburg, créée à la même époque.
Dès le mois d’août 1940, les autorités allemandes exigent le retour à Strasbourg des documents évacués quelques mois plus tôt en Auvergne. La requête adressée aux services de la BNU repliés est l'œuvre d’Albert Schmitt-Claden. Depuis Clermont-Ferrand, Ernest Wickersheimer résiste à la demande allemande. Le gouvernement de Vichy s’y oppose également avant de céder en novembre 1940 à l’ultimatum formulé par Herbert Kraft (de), conseiller ministériel pour l’Éducation en Bade-Alsace auprès du Gauleiter Robert Wagner et chargé du rapatriement en Alsace annexée des biens culturels qui ont été évacués en 1939 : il menace de saisir les collections de la bibliothèque de la Sorbonne à Paris si celles de la BNU ne sont pas confiées aux autorités allemandes en vue de doter l’ULB.

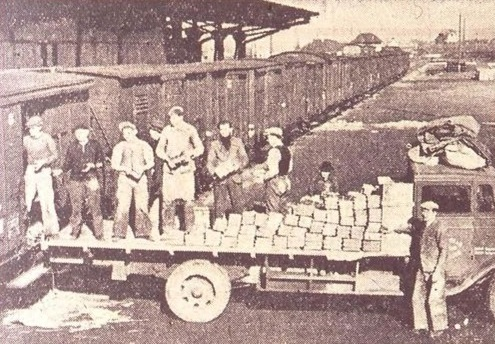
Déchargement d'un train à la gare de Strasbourg transportant des livres de la bibliothèque le 5 mars 1941.

Le retour des collections est acté le 16 novembre 1940 sur ordre du gouvernement français. L’organisation du transfert est confiée à l’entreprise française Schenker et supervisée par Albert Schmitt-Claden et Herbert Kraft. Les premiers chargements débutent le 12 février 1941. La presse strasbourgeoise publie les photographies des 28 wagons de livres à leur arrivée en Alsace début mars : l’ouverture de l’ULB est alors prévue en avril après la remise en état du bâtiment fermé au public depuis 1939. Les collections de numismatique quittent Clermont-Ferrand dans le dernier convoi mis en place le 30 septembre 1941. Les personnels de la BNU repliés ne prennent pas part à l’opération menée alors par les effectifs de l’ULB. Sans ses collections, la BNU subsiste à Clermont-Ferrand avec un effectif qui se réduit à Ernest Wickersheimer, une bibliothécaire et un gardien.

### Nomination d’un directeur

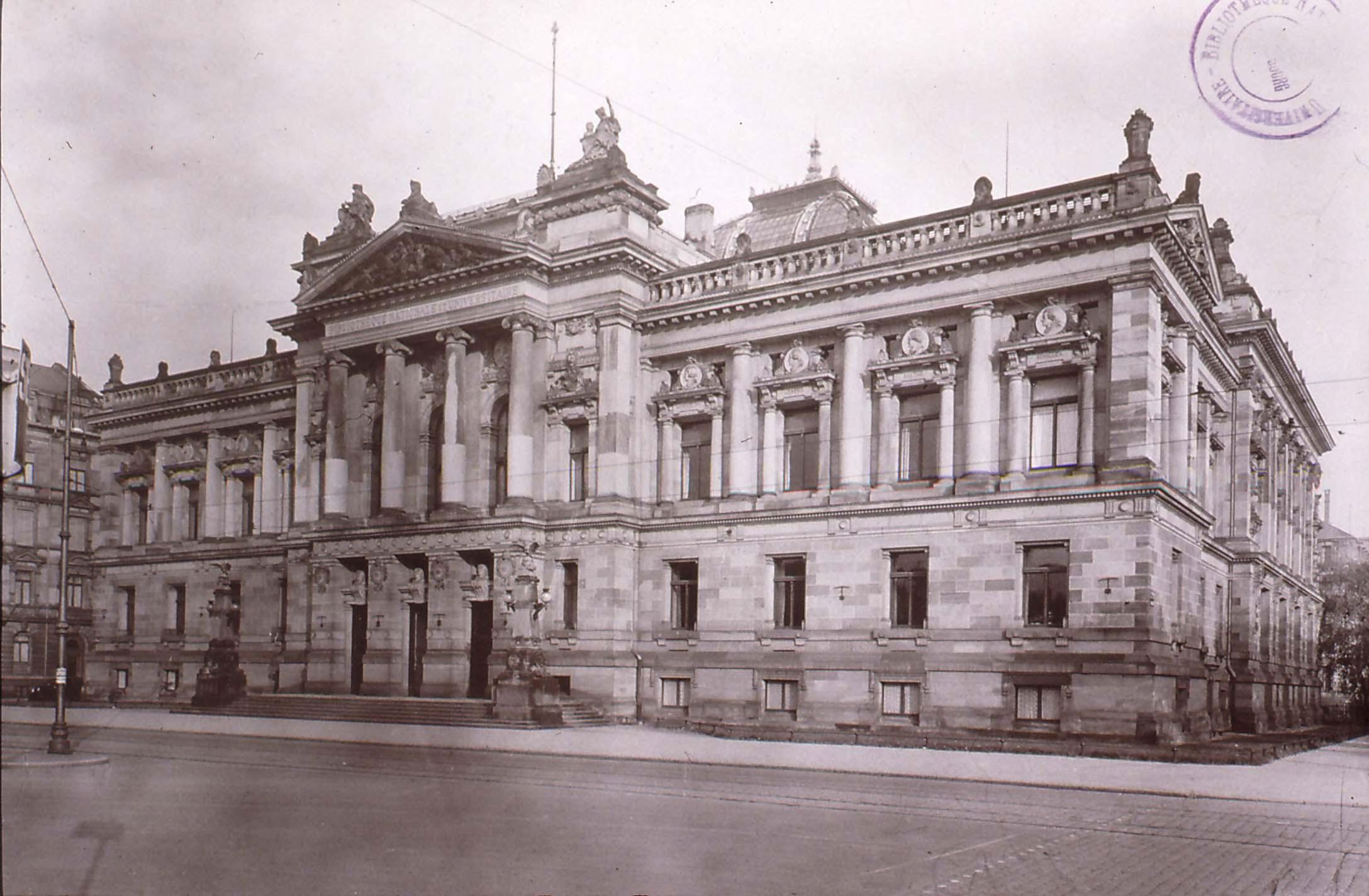
La façade (face ouest) de l’ULB donnant sur la place de la République rebaptisée Bismarckplatz par les autorités allemandes.

La mise en place d’une nouvelle administration implique le choix définitif d’un directeur pour la bibliothèque. Responsable temporaire de l’ULB, Albert Schmitt-Claden présente sa candidature pour obtenir le poste à titre permanent. N’ayant pas le titre universitaire de docteur pour évoluer dans le système scientifique allemand, il espère pouvoir compter sur son implication dans les milieux pangermanistes, voire pronazis, avant la guerre.
D’autres candidatures sont déposées : Joseph Lefftz, bibliothécaire à la BNU jusqu’en 1939, revient à Strasbourg en septembre 1940 après avoir été emprisonné pour des raisons inconnues par les autorités françaises à Nancy avec des autonomistes alsaciens que le régime nazi érige en martyres sous le nom de « Nancéiens » (en allemand : Nanziger). Fort de cette réputation et spécialiste en littérature et culture alsacienne, il commence une étude sur la « germanisation » des noms de famille en Alsace à la demande du Gauleiter Robert Wagner.
Postulent également Wolfgang Roediger, chef de service au sein de la Bibliothèque d'État de Prusse (en allemand : Preußische Staatsbibliothek), Ernst Wermke (de), responsable du service de protection des bibliothèques auprès du commandement militaire allemand en France, ainsi que Karl Julius Hartmann, directeur de la bibliothèque universitaire de Göttingen.
Les candidatures sont examinées par Rudolf Kummer (de), conseiller pour les bibliothèques au ministère de l'Éducation du Reich à Berlin, et Josef Becker (de), conservateur en chef de la Bibliothèque d'État de Prusse. Le dossier de Schmitt-Claden est écarté en raison de lacunes dans sa formation scientifique. Le choix définitif porte sur Hartmann, membre du parti nazi depuis le 1er mai 1933 et responsable d’une grande bibliothèque depuis 1935 offrant ainsi toutes les garanties en matière de compétences professionnelles et d’idéologie politique. En mai 1941, il devient alors directeur par intérim (en allemand : kommissarischer Leiter) de l’ULB tout en conservant ses responsabilités à Göttingen. Amené à réaliser de fréquents déplacements entre ses deux postes, il s’entoure de deux suppléants à Strasbourg : Heinrich Grothues, bibliothécaire à Kiel, et Joseph Lefftz, soit un Allemand et un Alsacien nommés conjointement.
Karl Julius Hartmann continue à superviser le rangement des collections revenues de Clermont-Ferrand. Il doit également procéder à un achat massif d’ouvrages en allemand en vue d’une « germanisation » des fonds documentaires dans l’optique de proposer un savoir scientifique en adéquation avec les autres centres universitaires d’Allemagne selon les attentes du régime nazi. Le nouveau directeur annonce l’ouverture de la bibliothèque au public pour début novembre 1941 : celle-ci se fait finalement qu’en décembre afin de coïncider avec l’inauguration de la nouvelle Reichsuniversität de Strasbourg.

### Fonctionnement
Dès 1940, Albert Schmitt-Claden souhaite doter l’établissement d’un personnel abondant pour assurer son fonctionnement. Le projet reçoit l’appui du Gauleiter Robert Wagner qui désire faire de Strasbourg, où il a installé le siège de l’administration du Gau de Bade-Alsace, une vitrine de la culture germanique à travers la Reichsuniversität et la nouvelle bibliothèque. La gestion budgétaire des deux institutions donne lieu à un litige au sein de l’appareil politique nazi, entre les autorités locales et le pouvoir central à Berlin, en raison d’un désaccord opposant Wagner et le ministre de la Science et de l'Éducation, Bernhard Rust. Si le budget reste du ressort du ministère, il doit s’adapter aux ambitions du gauleiter qui s’appuie sur les attentes d’Adolf Hitler : d’importants moyens sont ainsi alloués aux instances universitaires de Strasbourg. L’ULB se voit doter de 89 agents de bibliothèque, soit 27 fonctionnaires (Beamte) et 62 auxiliaires (Angestellte). Ce personnel diminue par la suite en raison de la mobilisation totale au cours de la guerre. En 1941, l’institution reçoit 558 000 Reichsmarks, l’équivalent de 11 millions de francs, un budget colossal par rapport aux 440 000 francs dont disposait la BNU en 1929. À titre de comparaison, le budget de l’établissement redevenu français après la Libération n’atteint que 1,5 million de francs en 1945.
Pour tenter de combler les acquisitions en allemand qui n’ont pas été faites depuis 1918, l’établissement dépense 400 000 Reichsmarks entre août 1941 et février 1942 : le personnel estime à 150 000 le nombre de documents à acquérir pour appliquer cette « germanisation » puis évalue le budget nécessaire pour sa mise en œuvre à 2,5 millions de Reichsmarks. Les dépenses pour l’année 1942 s’élèvent à 284 441 Reichsmarks. À titre de comparaison, la bibliothèque universitaire de Göttingen reçoit 88 070 Reichsmarks et celle de Leipzig, 115 222, pour la même année. Le taux de change favorable dont bénéficie la monnaie allemande permet à l’ULB d’accroître ses collections. La guerre totale et les dépenses militaires allemandes entraînent d’importantes réductions budgétaires : sur les 268 000 Reichsmarks que l’ULB a engagé pour l’année 1943, seuls 23 460 ont été versés. Depuis sa création, la bibliothèque a dépensé 830 000 Reichsmarks : malgré la situation budgétaire difficile, l’achat de documents se poursuit durant l’année 1944.

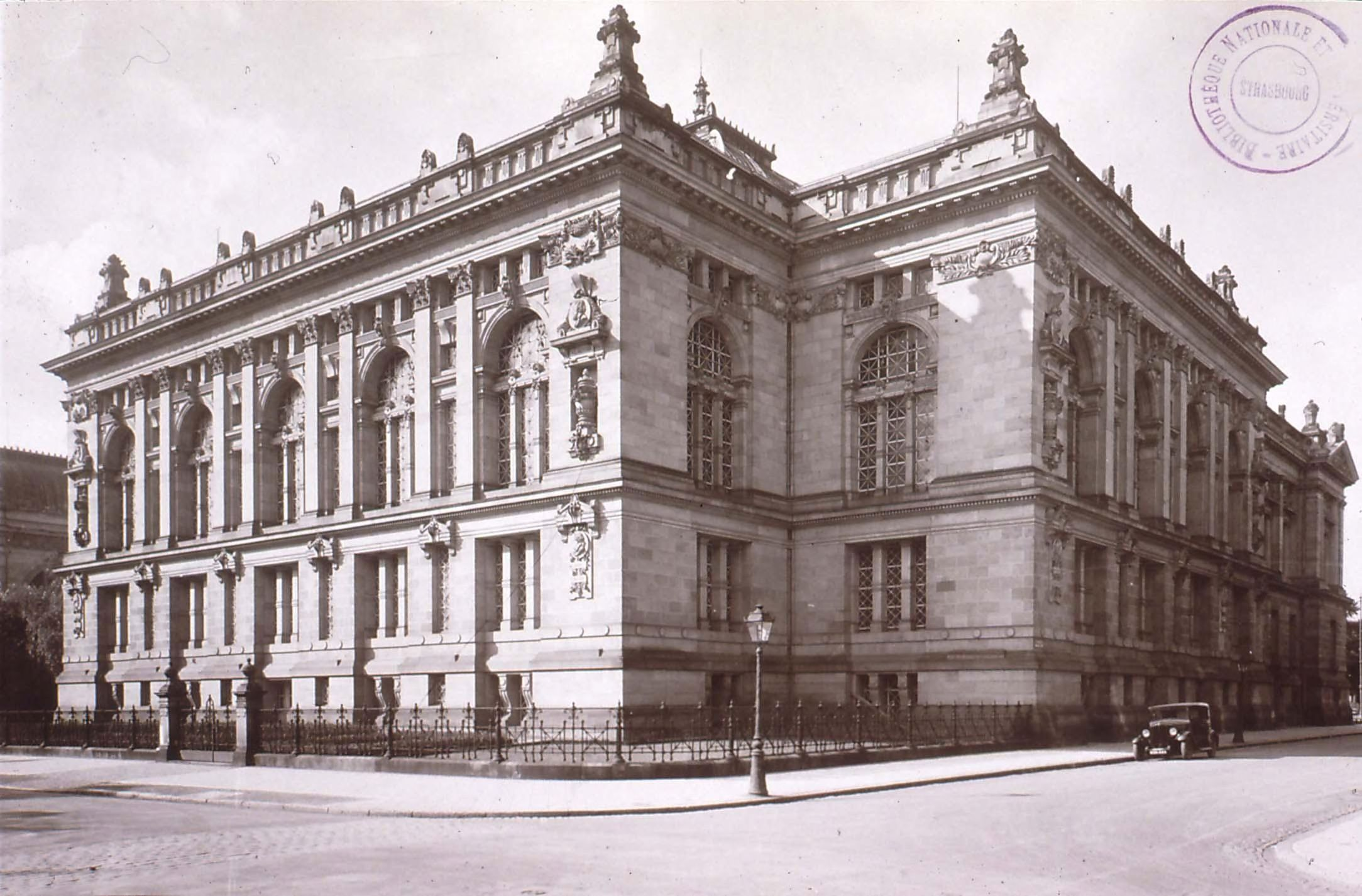
Les faces est et nord du bâtiment de l’ULB donnant sur les actuelles rues du Général-Gouraud et du Maréchal-Joffre rebaptisées Moltkestrasse et Möllerstrasse.

L'épuration et la spoliation de livres se trouvent également au cœur du fonctionnement de la bibliothèque. Le 26 février 1941, alors qu’il est encore directeur temporaire de l’ULB et délégué aux bibliothèques scientifiques en Alsace, Albert Schmitt-Claden ordonne aux institutions de procéder au tri et à l’épuration de leurs fonds. Elles doivent retirer de leurs rayonnages les ouvrages jugés contraires à l’idéologie nazie, les écrits non-scientifiques publiés en langue française ainsi que les œuvres et les recherches d’auteurs juifs ou communistes.
Après la nomination de Karl Julius Hartmann (de) à la direction de l’établissement, Albert Schmitt-Claden continue d’y exercer une influence : il souhaite constituer une bibliothèque-musée consacrée à Johann Wolfgang von Goethe à côté de l’ULB sous la dénomination de « Maison de Goethe » (en allemand : Goethehaus ou Goethe-Haus),. Bien qu’inabouti, ce projet conduit Schmitt-Claden à établir en 1941 une liste des livres qui l’intéressent et issus de spoliations de collections privées, dont 1 700 ouvrages alsatiques. En effet, les achats et les dons ne constituent pas le seul moyen d’acquérir des ouvrages pour les services de l’ULB : au cœur de la politique documentaire de l'institution se trouvent aussi des spoliations en provenance d’appartements vidés ou d’institutions placées sous séquestre par les autorités allemandes et dont les propriétaires, considérés comme « ennemis du Reich », ont été dépossédés de leurs biens avant de disparaître dans les camps de concentration et d'extermination nazis.
De nombreux livres confisqués sont parvenues à l’ULB ou y ont transité : ainsi, 60 000 ouvrages sont encore entassés dans les sous-sols à la fin novembre 1944. La plus grande spoliation dont a bénéficié l’ULB est un immeuble avoisinant, situé au no 4 de la rue Auguste-Lamey : propriété d’une famille juive dépossédée, le bâtiment devient une annexe de la bibliothèque et l’un des étages sert d’appartement de fonction au directeur.

## Libération et fin du conflit

### Bombardements et destructions

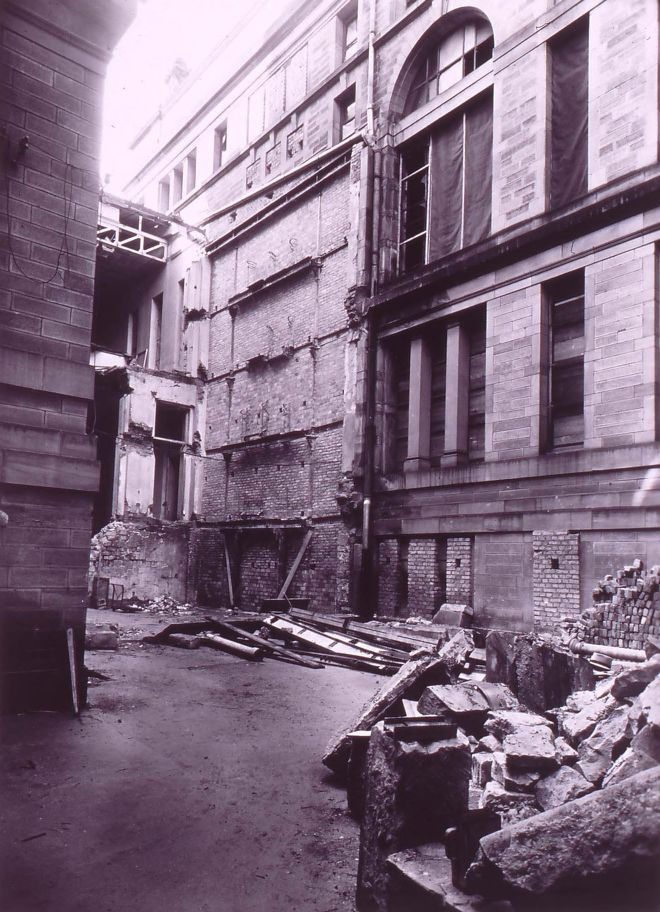
Vue de la cour intérieur de la bibliothèque après le bombardement aérien du 25 septembre 1944

Avec l’intensification des bombardements aériens alliés sur le Reich, les autorités allemandes préparent dès août 1942 un plan de protection de l’ULB de Strasbourg. Trois abris anti-aériens (en allemand : Luftschutzräume) sont aménagés dans les sous-sols ainsi qu’une salle sanitaire. La bibliothèque compte sur ses quatre niveaux supérieurs des extincteurs, des réservoirs à eau et des issues de secours. Strasbourg devient la cible de bombardements alliés à partir de l’automne 1943. L’année suivante, des collections de l’ULB sont mises en sécurité à divers endroits, dans des forts autour de Strasbourg, notamment le fort Desaix. Des documents sont également entreposés à la mairie de Barr, aux tribunaux d’Erstein et de Hochfelden, au couvent des Bénédictines de Rosheim et au-delà du Rhin : 44 caisses contenant les collections de papyrus et d’ostraca sont envoyées au château de Zwingenberg situé dans la vallée du Neckar.
Le 25 septembre 1944, une puissante bombe alliée tombe sur la bibliothèque dont la salle de lecture centrale, la cour intérieure et l'aile nord du bâtiment subissent d’importantes destructions. Si elle ne cause aucune victime, l’explosion détruit toutefois 220 000 volumes.
Le 28 novembre, la guerre provoque également des ravages parmi les collections mises à l’abri : le dépôt que la mairie de Barr abrite est pris entre les tirs de mitrailleuse des troupes allemandes et américaines. Ce qui échappe à l’incendie est anéanti par l’eau des pompiers : 100 000 volumes sont ainsi détruits, en particulier des livres et des thèses de médecine issus de plusieurs bibliothèques privées strasbourgeoises et datant du XVIIIe siècle.
À travers ces différents sinistres, l’institution perd entre 200 000 et 300 000 documents, voire 309 010 volumes selon une étude réalisée en juillet 1955 par la BNU qui estime le coût total des destructions à environ 66 millions de francs : lorsqu'elle s’est réappropriée les locaux et les collections de l’ULB en 1944, la BNU est la bibliothèque publique qui a le plus subi de dommages en France devant la bibliothèque universitaire de Caen (300 000 volumes détruits), la bibliothèque municipale de la même ville (200 000) et celle de Tours (215 000).

### Ultimes transferts et disparition
À partir de 1943 et 1944, les services de l’ULB ont demandé à différents menuisiers strasbourgeois de fabriquer des caisses de transport à destination des collections. Faute de matériel en raison des pénuries, la commande ne peut pas être honorée. Ce sont finalement entre 600 et 800 caisses à bouteille de bière qui sont obtenues le 4 mars 1944 auprès d’une brasserie pour emballer les livres de la bibliothèque. Alors que les services de la Reichsuniversität de Strasbourg se replient à Tübingen face à l’avancée des forces alliées en Europe de l’Ouest, Karl Julius Hartmann (de) demande alors le 21 octobre 1944 au curateur de l’université (en allemand : Kurator) l’autorisation d’évacuer le personnel et certaines collections de l’ULB vers Göttingen pour y poursuivre le traitement des dernières acquisitions faites à Strasbourg. Il informe également le ministère de l’Éducation du Reich : le conseiller pour les bibliothèques Rudolf Kummer (de) émet alors l’ordre de transférer à Göttingen une partie du fonds strasbourgeois pour les protéger des bombardements. 

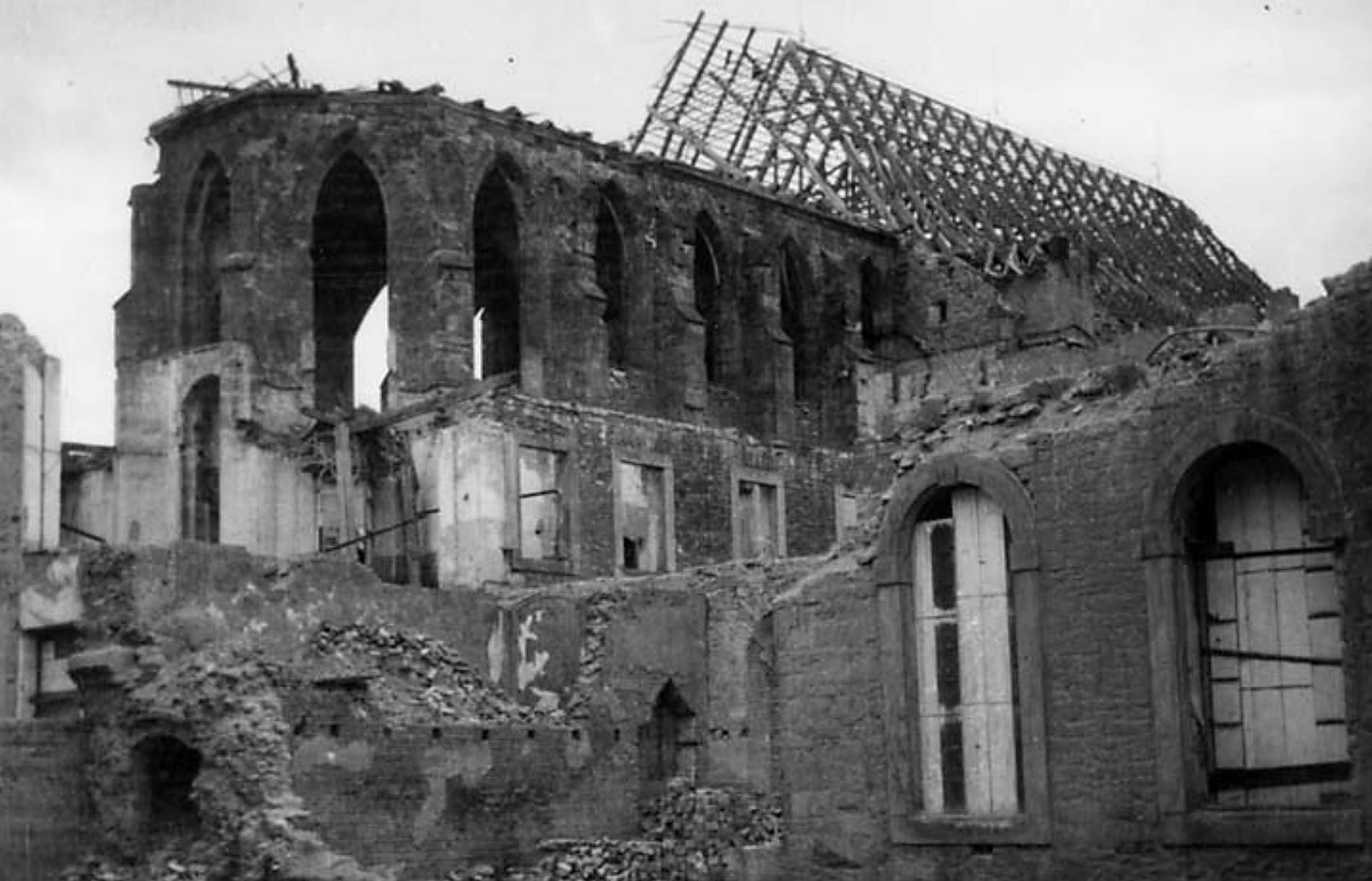
Les dommages causés par le bombardement du 24 novembre 1944 sur l' à Göttingen abritant l'ancienne bibliothèque universitaire de la ville.

Parmi les acquisitions réalisées par l’ULB depuis 1941, 33 000 documents sont ainsi transférés à la bibliothèque universitaire de Göttingen, située dans l'église des Pauliniens (de) (en allemand : Paulinerkirche). Certains de ces ouvrages sont restés par ailleurs bloqués à Tübingen auprès des services de la Reichsuniversität repliée. À Strasbourg, la bibliothèque a cessé de fonctionner depuis le mois de septembre 1944. Le 23 novembre, les forces alliées libèrent Strasbourg puis continuent leur progression en Alsace. Le lendemain, Göttingen subit un bombardement sans conséquence pour les fonds de l’ULB entreposés en-dehors de la ville.
Quelques mois plus tard, le régime nazi s’effondre et la guerre s’achève en Europe. Les salaires des vingt bibliothécaires venus de Strasbourg à Göttingen continuent d’être versés jusqu’au 30 juin 1945 par les instances universitaires de Tübingen. Le 17 juillet, Karl Julius Hartmann écrit au curateur qu’il licencie le personnel de l’ULB à la date du 31 juillet. Après avoir connu une continuité administrative et symbolique à Göttingen, l’établissement allemand disparaît au cours de l’année 1945 sans que la date exacte ne puisse être définie.
Les factures des libraires ayant fourni les dernières acquisitions de l’institution semblent pour la plupart acquittées. Karl Julius Hartmann souhaite que la bibliothèque universitaire de Göttingen, dont il est toujours directeur, intègre dans ses fonds les collections strasbourgeoises évacuées : ces achats étant destinés aux besoins d’étudiants allemands, il lui semble inutile de les transférer à nouveau à Strasbourg redevenue une ville française. Son intention ne se concrétise pas. Les fonds documentaires et les archives administratives, notamment comptables, sont ainsi préparés pour être transférés aux services de la BNU reconstituées qui reprennent possession des locaux à Strasbourg sous la direction d’Ernest Wickersheimer,.
Karl Julius Hartmann demande le 9 octobre 1945 aux services universitaires de Tübingen de prendre en charge le salaire de son ancien suppléant à l’ULB, Heinrich Grothues, dans l’optique de clore les dossiers de la « section strasbourgeoise » de la bibliothèque de Göttingen : la requête est acceptée. Le 27 octobre, Hartmann informe Wickersheimer que les livres de l’ancienne ULB sont prêts à être convoyés vers Strasbourg, soit 55 mètres cubes pesant 33 tonnes.
Entre-temps, un courrier de Karl Julius Hartmann daté du 28 novembre 1945 indique que les caisses d’ouvrages arrivés à Tübingen ont été rapportées par les autorités françaises à Strasbourg. Par ailleurs, Heinrich Grothues semble avoir terminé sa mission puis quitte son poste le 15 février 1946. Finalement, du 6 au 21 mars suivants, Wickersheimer entreprend une expédition à travers l’Allemagne avec deux agents de la BNU pour mener trois camions dotés chacun d'une remorque de 15 tonnes afin de récupérer les livres évacués par les services de l’ULB disparue : 31 062 volumes et 8 392 brochures quittent ainsi l’Allemagne occupée pour revenir à la BNU de Strasbourg en 1946.

### Redécouverte de collections à Göttingen

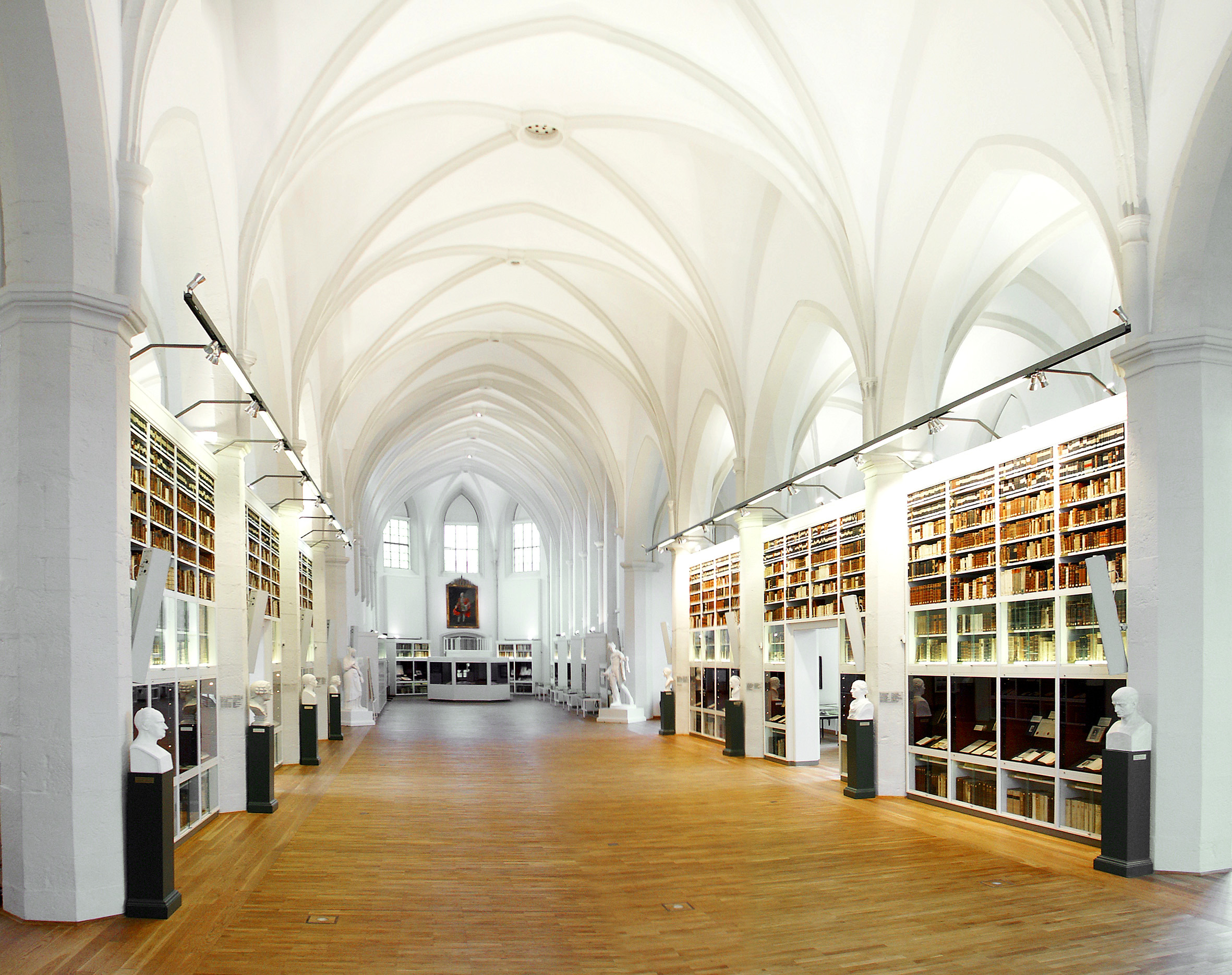
L'intérieur restauré de l' bombardée en novembre 1944 et accueillant les collections de la SUB Göttingen.

En 2008, les services de la Bibliothèque d'État et universitaire de Basse-Saxe (en allemand : Niedersächsische Staats- und Universitätsbibliothek, SUB), nom que porte la bibliothèque universitaire de Göttingen depuis 1949, retrouvent de manière fortuite des cartes topographiques portant l’estampille de l’ancienne ULB de Strasbourg. Cette découverte amorce un projet de recherche dans les fonds de la SUB afin d’identifier les collections spoliées par le régime nazi. Le projet mené par des historiens pendant trois ans permet de révéler en 2011 l’origine suspecte d’un millier de documents acquis sous le Troisième Reich.
L'histoire et la provenance de ces ouvrages sont diverses. Parmi eux, se trouvent ainsi trois volumes de très grand format issus du fonds de l'ULB évacuée. À ces livres, s’ajoute la collection de 4 000 cartes allemandes de la série des Messtichblätter retrouvée en 2008. Si l'origine exacte de la situation est incertaine, elle permet d'émettre une hypothèse : lors du transfert des documents de Göttingen à Strasbourg en 1946, aucun grand format n’a été décompté et seuls les documents plus petits ont été rapatriés dans les trois camions affrétés à cette époque expliquant ainsi cet oubli de plusieurs décennies.
En mars 2011, la direction de la SUB de Göttingen informe les services de la BNU de l’existence de ces collections d'origine strasbourgeoise qui lui sont alors confiés lors d’une cérémonie officielle le 23 mai 2013.

## Réparations de l’après-guerre

### Traitement des spoliations nazies

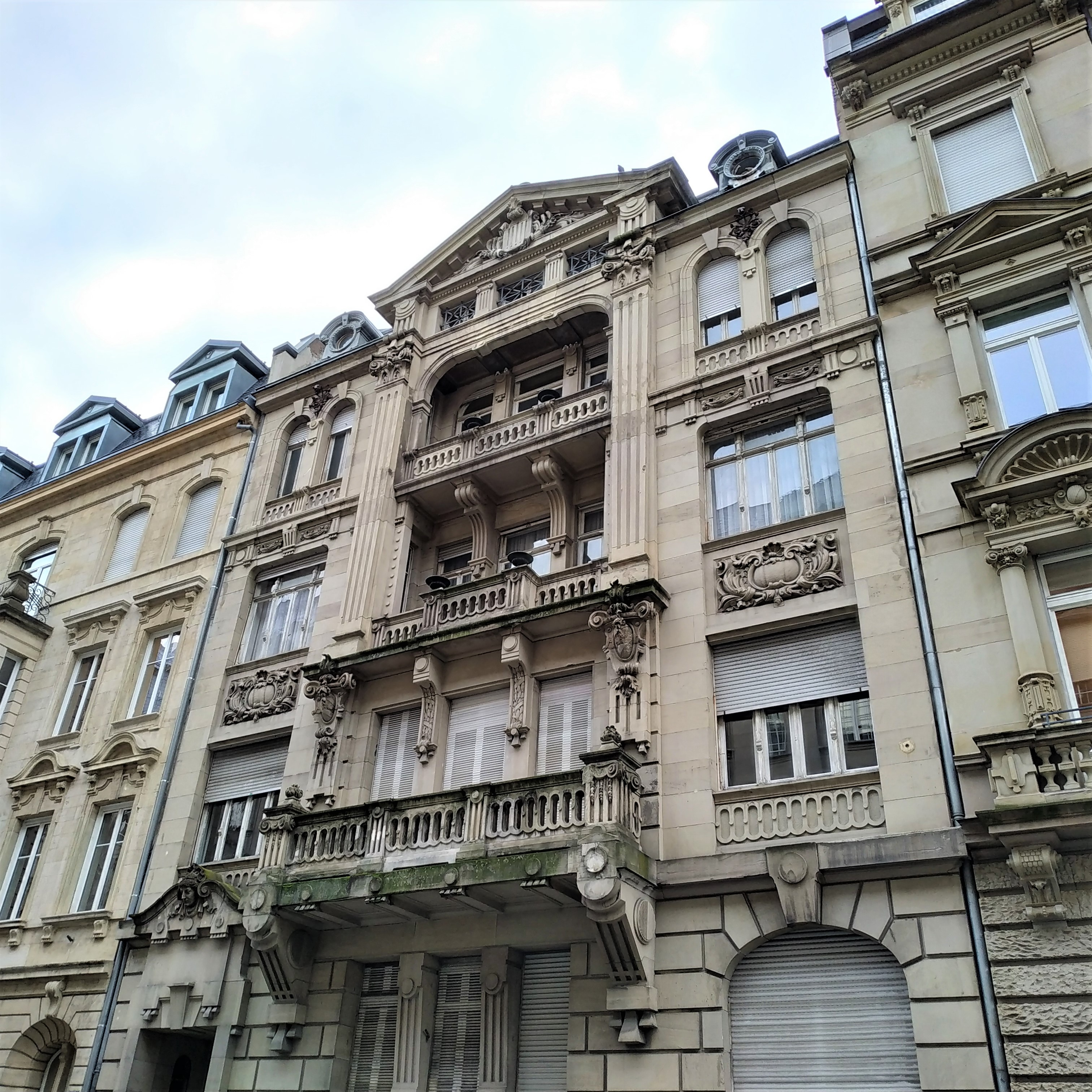
Attribué par le régime nazi à l'ULB durant l'annexion, l’immeuble situé au no 4 de la rue Auguste-Lamey est restitué en 1945 à son propriétaire.

À la libération de Strasbourg le 23 novembre 1944, 60 000 documents pillés ont été découverts par l’administration française dans les caves de l’ULB abandonnée par les autorités allemandes. Lorsque les services de la BNU réinvestissent les locaux après avoir quitté Clermont-Ferrand, le personnel se mobilise pour ranger ces ouvrages avec l’aide de 10 prisonniers de guerre allemands. Environ 80 000 documents similaires sont retrouvés aux Archives départementales du Bas-Rhin ainsi qu’au fort Desaix au nord de Strasbourg : si certains livres faisaient partie des collections du service d’archives avant la guerre ou ont été achetés durant l’annexion, les autres sont vraisemblablement le fruit de spoliations. Ces documents sont confiés à la BNU qui met alors sur pied une équipe d’étudiants pour les trier.
Afin de traiter les différentes spoliations qui ont eu lieu en France durant la guerre, la Commission de récupération artistique (CRA) est créée le 24 novembre 1944 à Paris sous la tutelle du ministère de l’Éducation : les œuvres d’art, les bijoux, les meubles et les purs-sangs retrouvés à l’issue du conflit sont au cœur du travail d’enquête de la commission. Le 1er juin 1945, celle-ci se dote également d’une sous-commission des livres dont les activités sont supervisées par une bibliothécaire de la Sorbonne, Jenny Delsaux. L'identification des propriétaires est réalisée sur la base des déclarations de vol ou par l’observation d’ex-libris dans les documents. Le travail d’enquête se fait en relations avec l’Office des biens et intérêts privés (OBIP) qui relève du ministère des Affaires étrangères pour gérer les biens retrouvés à travers le continent européen. La sous-commission des livres transmet ses propositions à l’OBIP pour approbation et décision, mais de fait, elle a la charge des opérations de restitution et d’attribution.
En Alsace-Moselle, l’OBIP dispose de services particuliers à Metz, Colmar et Strasbourg. Disposant d’un dépôt aux Archives départementales du Bas-Rhin, l’antenne strasbourgeoise s’installe dans les locaux de la BNU sous la supervision d’Édith Bernardin, bibliothécaire de l’établissement en contact avec Jenny Delsaux : 37 000 volumes sont traités en 1947. En février 1948, plus de 200 000 livres ont été examinés par l’OBIP de Strasbourg avec 125 857 volumes resitués à leurs propriétaires d’avant-guerre et 56 300 attribués à des ayants droit, dont des associations juives, lorsque les anciens propriétaires n’ont pas survécu aux années de guerre. Les 1 700 ouvrages alsatiques sélectionnés par Albert Schmitt-Claden en vue de doter la « Maison de Goethe » ont été intégralement restitués à leur ancien possesseur sous la supervision d’Édith Bernardin.

### Attribution de livres pillés
Alors que les opérations de restitution sont encore en cours dans le pays, un décret du 30 septembre 1949 prévoit la suppression de la CRA au 31 décembre 1950. La sous-commission des livres est amenée à passer sous l’autorité de l’OBIP national. Un arrêté du 12 octobre 1949 créé la Commission de choix pour examiner les livres rares et les manuscrits issus de fonds privés dont les propriétaires non pas pu être identifiés : les ouvrages sélectionnés sont attribués à des bibliothèques publiques.
Pour le traitement des documents non précieux, la récente administration des Domaines est chargée de leur liquidation et demande à la sous-commission des livres de mettre en caisse les ouvrages qui présentent une valeur pour les institutions documentaires : 130 000 volumes non identifiables, incomplets ou inutilisables se trouvent ainsi détruits ou dispersés dans toute la France.
En 1950, la BNU reçoit de la sous-commission des livres 511 ouvrages non restitués dans sept caisses comprenant 86, 73, 128, 61, 39, 59 et 65 volumes. Les minutes du conseil d’administration de la BNU en 1951 indiquent qu’un grand nombre de ces livres ont été alors intégrés dans les fonds de l’établissement sans plus de précision. Ces documents proviennent d’horizons indéterminés et n’ont pas forcément été spoliés en Alsace durant l'annexion.
Des études sur les collections de la BNU ont été amorcées pour identifier et dénombrer ces ouvrages à partir du registre des dons et dépôts et des registres d’entrée des ouvrages dans les fonds de l’établissement. L’analyse effectuée par les services de la BNU a permis en 2015 d’identifier environ 4 250 documents issus de spoliations et intégrés au fonds de la bibliothèque durant la période d’après-guerre pour la plupart : 317 ouvrages semblent toutefois avoir été intégrés entre 1941 et 1944. Figurant dans les registres, ils sont souvent absents des rayonnages : le travail d’enquête se poursuit.